# Vishvarupa (Mythologie)
Die Vishvarupa (Sanskrit विश्वरूप Viśvarūpa) ist eine ikonographische Abbildung der hinduistischen Gottheit Vishnu oder seines Avatars Krishna.

## Etymologie

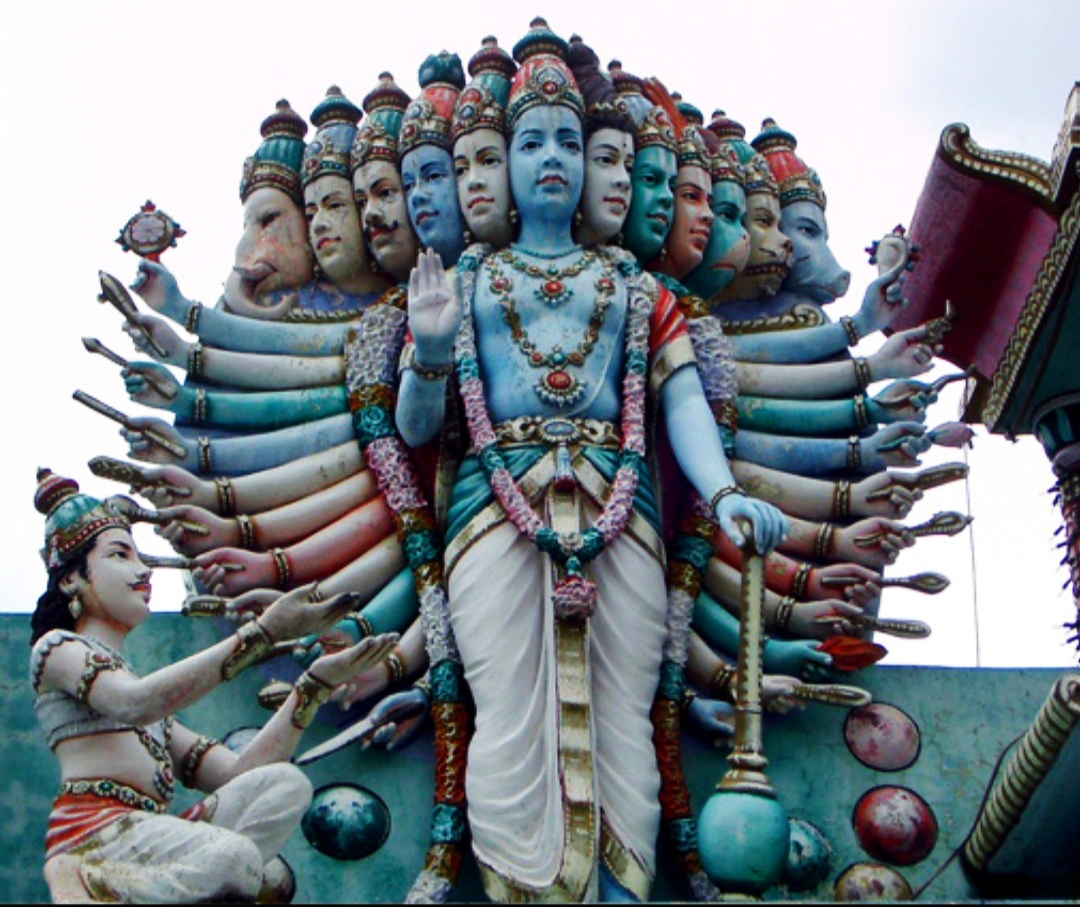
Arjuna verbeugt sich vor der Vishvarupa

Das Sanskritwort Vishvarupa setzt sich zusammen aus Vishva (विश्व – viśva, seinerseits abgeleitet von der Wurzel विश् (viś) – durchdringen, eingehen in; Vishva hat somit die Bedeutung All, Gesamtheit, Universum, jedermann (alle), allgegenwärtig, alldurchdringend), sowie rupa (रूप – rūpa) Form, Gestalt, Erscheinung. Die Vishvarupa ist folglich die universale Gestalt Gottes. Volkstümliche Bezeichnungen für die Vishvarupa sind Vishvarupa Darshan, Vishwaroopa und Virata rupa.

## Beschreibung

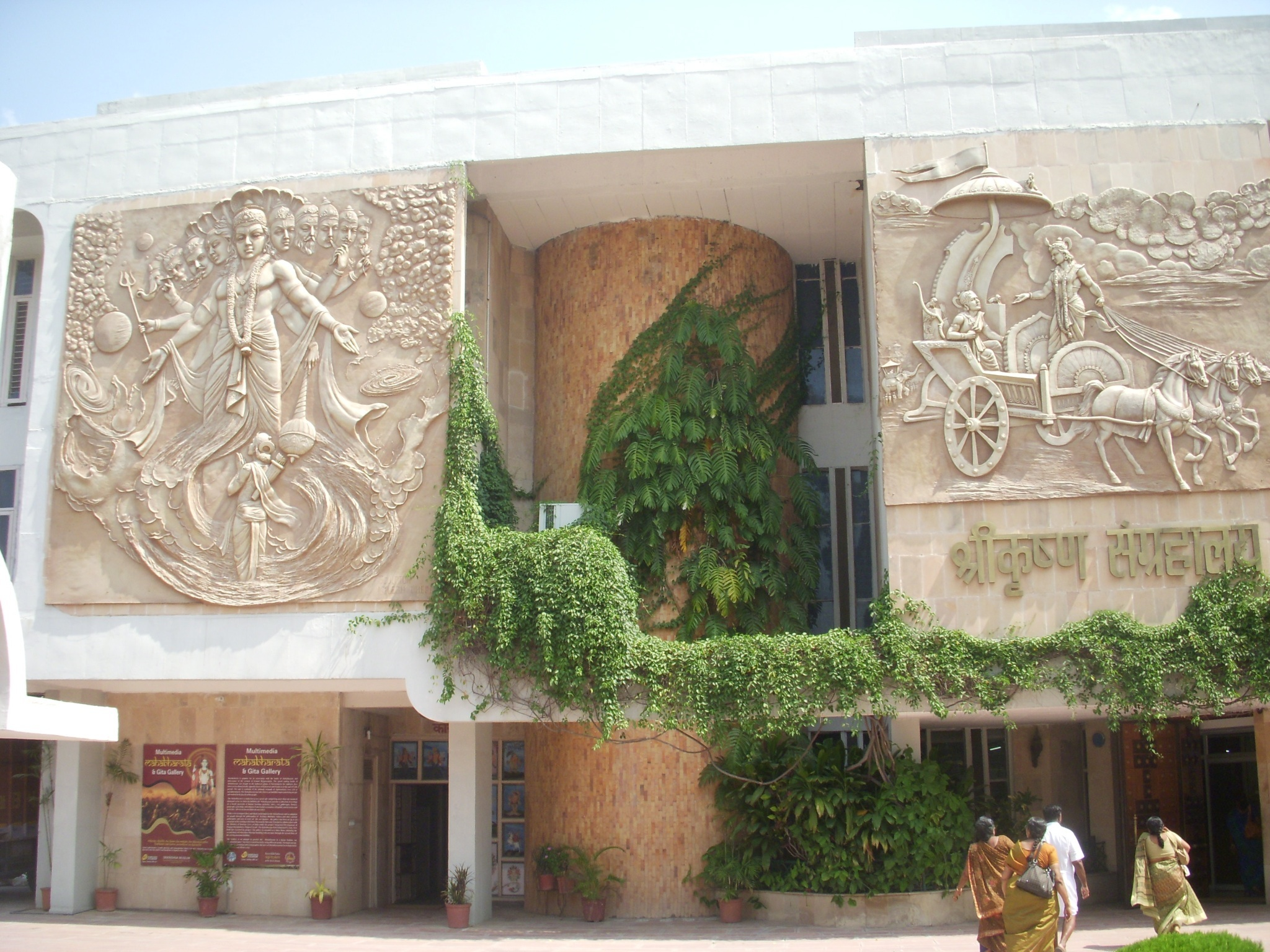
Sri Krishna Museum in Kurukshetra, Haryana, Indien, mit Vishvarupa an der linken Fassade

Der Eine ohne einen Zweiten, der Herr des Universums manifestiert diese mystische Erscheinung seinen Geweihten. Die berühmteste dieser Theophanien findet sich zweifellos in der Bhagavad Gita, dem Lied Gottes, das Krishna Arjuna, dem Prinzen der Pandus, auf dem Schlachtfeld von Kurukshetra vorträgt – Teil des im Mahabharata geschilderten epischen Krieges zwischen Pandus und Kurus. Im Kapitel X und XI der Bhagavad Gita offenbart sich Krishna als Höchstes Wesen und zeigt Arjuna seine Vishvarupa. Da Arjuna von Krishna mit göttlicher Sicht versehen wurde, kann er diese mystische Vision überhaupt erkennen und beschreibt sie dann mit folgenden Worten:

„अनेकबाहूदरवक्त्रनेत्रं
पश्यामि त्वां सर्वतोऽनन्तरूपम्

नान्तं न मध्यं न पुनस्तवादिं
पश्यामि विश्वेश्वर विश्वरूप“

„aneka-bāhūdara-vaktra-netraṁ
paśyāmi tvām sarvato ‘nanta-rūpam
nāntaṁna madhyam na punas tavādiṁ
paśyāmi viśveśvara viśva-rūpa“

„Mit vielen Armen, Leibern, Augen 
sehe ich dich überall, in unendlicher Gestalt.
Kein Ende, keine Mitte, auch nicht deinen Anfang
sehe ich, Weltenherr, Allgestaltiger.“

Oder etwas weiter in Vers 19:

„अनादिमध्यान्तमनन्तवीर्य
-मनन्तबाहुं शशिसूर्यनेत्रम्

पश्यामि त्वां दीप्तहुताशवक्त्रं
स्वतेजसा विश्वमिदं तपन्तम्“

„anādi-madhyāntam ananta-vīryam
ananta-bāhuṁ śaśi-sūrya-netram
paśyāmi tvām dīpta-hutāśa-vaktram
sva-tejasā viśvam idaṁ tapantam“

„Ohne Anfang, Mitte, Ende, mit unendlicher Kraft,
unendlichen Armen, Mond und Sonne als Augen
sehe ich dich, mit flammendem Opferfeuermunde,
mit dem eigenen Glanz diese Welt verbrennend.“

Die Vishvarupa gilt als die höchste Form Vishnus bzw. Krishnas, es ist aber durchaus auch eine Vishvarupa von Shiva bekannt. In ihr ist das gesamte Universum enthalten, und obwohl sich in ihr die zentrale Gottheit in verschiedenen Gottheiten manifestiert, ist sie in Wirklichkeit eins und unteilbar.